# Ken Lovsin
Kenneth Lovsin (* 4. Dezember 1966 in Peace River, Alberta) ist ein ehemaliger kanadischer Eishockeyspieler und -trainer, der während seiner Karriere für die Washington Capitals in der National Hockey League spielte und bei den Olympischen Winterspielen 1994 mit dem Team Kanada die Silbermedaille gewann.

## Karriere
Ken Lovsin begann seine Laufbahn 1985 beim Camrose Lutheran College in Camrose und setzte seine Karriere ein Jahr später an der University of Saskatchewan fort, wo er studierte und zwei Jahre Eishockey spielte. Lovsin wurde beim NHL Supplemental Draft 1987 in der ersten Runde als sechster Spieler von den Hartford Whalers ausgewählt. Doch er spielte nie in Hartford, sondern ging die nächsten zwei Jahre für das Team Kanada aufs Eis. Am 3. Juli 1990 unterschrieb er einen Vertrag bei den Washington Capitals. In der Saison 1990/91 gab er sein Debüt in der National Hockey League, dies war allerdings sein einziger Einsatz in der NHL. Danach spielte er die folgenden zwei Jahre für die Baltimore Skipjacks in der American Hockey League, wo er sich schnell einen Stammplatz erkämpfte. In 162 Spielen schoss er 20 Tore, gab 53 Torvorlagen und sammelte 73 Punkte.
Zur Saison 1992/93 unterschrieb er einen Vertrag beim schwedischen Verein Mora IK. Nach einer Saison in der zweithöchsten schwedischen Liga kehrte er nach Nordamerika zurück und spielte wieder für das Team Kanada. Bei den Olympischen Winterspielen 1994 kam er in acht Spielen zum Einsatz und gewann mit dem Team Kanada die Silbermedaille. Nach Turnierende gab er sein Karriereende als Eishockeyspieler bekannt und wurde Assistenztrainer bei den Barrhead Bantam AA Pirates, einer Nachwuchsmannschaft aus Alberta.

## Erfolge und Auszeichnungen
- 1987 Spengler-Cup-Gewinn mit dem Team Canada
- 1994 Silbermedaille bei den Olympischen Winterspielen